# Colossobolus aculeatus
Espèce
Statut de conservation UICN

 EN B1ab(i,ii,iii,v)+2ab(i,ii,iii,v) : En danger
Colossobolus aculeatus est une espèce de mille-pattes de la famille des Pachybolidae endémique de Madagascar.

## Répartition et habitat
Cette espèce n'a été observée que dans la forêt de Binara dans le nord-est de Madagascar.